# El Progreso Piedral
El Progreso Piedral är en ort i Mexiko.   Den ligger i kommunen Yajalón och delstaten Chiapas, i den sydöstra delen av landet, 800 km öster om huvudstaden Mexico City. El Progreso Piedral ligger 822 meter över havet och antalet invånare är 162.
Terrängen runt El Progreso Piedral är kuperad söderut, men norrut är den bergig. El Progreso Piedral ligger nere i en dal. Runt El Progreso Piedral är det ganska tätbefolkat, med 56 invånare per kvadratkilometer. Närmaste större samhälle är Yajalón, 1,9 km sydost om El Progreso Piedral. I omgivningarna runt El Progreso Piedral växer i huvudsak städsegrön lövskog.